# مريمية يونانية
مريمية يونانية (الاسم العلمي: Salvia fruticosa)، أو شجيرة يونانية (شجيرة تلفظ بضم الشين وكسر الجيم)، هي نبات عشبي معمر أو شجيرة صغيرة، موطنها الأصلي هو شرق البحر الأبيض المتوسط، بما في ذلك جنوب إيطاليا وجزر الكناري وشمال إفريقيا. وهي تتواجد بوفرة بشكل خاص في فلسطين.

## الوصف
ينمو نبات المريمية اليونانية لطول وعرض قدر كلاهما هو حوالي 2 قدم (0.61 م)، وترتفع سيقان الزهور حوالي 1 قدم (0.30 م) أو أكثر فوق أوراق النبتة. النبات بأكمله مغطى بالشعيرات، مع أوراق عديدة ذات أحجام مختلفة تنمو في مجموعات، مما يمنحها مظهرًا ذو لون فضي نوعا ما وشكل شجيري. لون الزهور هو وردي مثل لون الخزامى، وطولها هو حوالي 0.5 بوصة (1.3 سـم)، تنمو في شكل دائري على طول النورة، وتكون مثبتة في كأس صغير لونه أحمر قان ذو خمس حواف. ينمو في بيئته الأصلية، ينمو هذا النبات كجزء من أجمة متوسطية والعديد من مجتمعات وتحشدات النباتات الأخرى، لكن نموه بين تجمعات وتحشدات مكونة من نبات ميرمية يونانية بالكامل، لا يعتبر أمر غير شائع أيضا.
كما أنها تزرع كشجيرة مزهرة للزينة في الحدائق، وتفضل النمو في مكان تشمس به الشمس بشكل كامل، وتتواجد به تربة جيدة التصريف، ويتخللها الهواء بشكل جيد.
يتحمل هذا النبات درجات حرارة تصل حتى 20 درجة فهرنهايت (6.6- درجة حرارة مئوية)، فهو نبات مقاوم جدًا للجفاف. تحتوي الأوراق على نسبة عالية من الزيوت، وعلى بعض المواد الكيميائية نفسها الموجودة في نبات الخزامى.

## التصنيف
نظرًا للتنوع الواسع في أشكال الأوراق لهذه النبتة، كان هناك قدر كبير من الارتباك التصنيفي على مر السنين، حيث تم تسمية العديد من شجيرات هذه النباتات المختلفة في أشكال أوراقها أنها أنواع مميزة ومختلفة عن بعضها. وهي تشمل S. libanotica وS. triloba وS. lobryana وS. cypria، والتي تعتبر الآن كلها نفس النبتة - Salvia fruticosa. التباين في الأوراق يتعلق بالمنطقة الجغرافية، حيث إن النباتات من هذا النوع التي تنمو في الجزء الغربي من جزيرة كريت، تمتلك أوراق كاملة النضوج يكون شكلها مثل الشفرة المسطحة ولديها حواف مسطحة أيضا، وجوانبها العليا لونها أخضر داكن. النباتات التي تنمو على الجانب الشرقي من الجزيرة لها أوراق أصغر حجما بكثير، لون الأوراق هو أخضر-أصفر وتكون ذات ثلاثة أطراف وتمتلك حواف متموجة. الاختلاف والتنوع لهذه النبتة في الشكل يظهرا في أنحاء مختلفة من اليونان.
إضافة إلى الارتباك حول الاسم، تم تسمية النبات أيضًا باسم Salvia triloba، وهو الاسم الذي أطلقه عليها كارولوس لينيوس في عام 1781، حتى تم الاكتشاف أنها نفس النبتة التي سماها فيليب ميلر في عام 1768، وتم تفضيل الاسم السابق (الاسم الذي سماه فيليب ميلر) حسب تقاليد وتعاليم إعطاء المصطلحات وتسمية النباتات. تشمل الأسماء المحلية أذانة، قصين، ميرمية، شجيرة.

## الاستخدامات
يوجد تقليد منذ زمن طويل من استخدام هذا النبات في اليونان، حيث يتم تقديرها لجمالها وقيمتها الطبية واستخدامها في الطهي، إلى جانب رحيقها ولقاحا الحلو. تم رسم مريمية يونانية في فريسكو تابع للحضارة المينوسية حوالي عام 1400 قبل الميلاد في كنوسوس في جزيرة كريت. من المحتمل جدا أن الفينيقيين واليونانيين أحضروا هذا النبات لزراعته ونشره في شبه الجزيرة الأيبيرية، حيث لا تزال توجد بقايا من هذه النباتات المدخلة في بعض المناطق الساحلية. يشكل نبات المريمية اليونانية نسبة 50-95 ٪ من المريمية المجففة المباعة في أمريكا الشمالية، وتزرع تجاريًا لزيوتها الأساسية. كما أن لديها تقاليد طويلة من الاستخدام في مختلف الطقوس الإسلامية - للأطفال حديثي الولادة، في حفلات الزفاف، في الجنازات، وفي الحرق مثل البخور. يسمى نوع مهجن من الميرمية - مهجن بين نوعي ميرمية يونانية والميرمية الشائعة والذي تم تطويره في الشرق الأوسط «ميرمية الأوراق الفضية»، ويتم استخدامه في الطهي.
في مواطنها وموائلها الأصلية، غالبًا ما تطور عفصة كروية الشكل وصوفية الملمس، قطرها حوالي 1 بوصة (2.54 سم) وتسمى «التفاح». يتم تقشير هذه «التفاح» وتناوله عندما يكون ناعم، ويوصف بأنها عطري ومليئ بالعصير ولذيذ. كان يُعتقد في البداية أن تكون العفصة الكروية هذه مقتصرة على نبات ميرمية من نوع (الاسم العلمي: Salvia pomifera) مما أدى إلى خطأ في التعرف على العديد من نباتات الميرمية اليونانية حيث تم تعريفها على أنها ميرمية من نوع (الاسم العلمي:Salvia pomifera). في عام 2001، تم الاكتشاف أن العفصات (الكرات) التي تتكون على نبات المريمية اليونانية سببها كان جنس غير مكتشف سابقا من الآبرات ( Cynipid).